# Campeonato Europeo de Baloncesto Femenino de 2025
El XL Campeonato Europeo de Baloncesto Femenino se celebró conjuntamente en República Checa, Alemania, Grecia e Italia entre el 18 y el 29 de junio de 2025 bajo la denominación EuroBasket Femenino 2025. El evento es organizado por la Confederación Europea de Baloncesto (FIBA Europa) y la respectivas federaciones de baloncesto de los países sedes.
Un total de dieciséis selecciones nacionales afiliadas a FIBA Europa compitieron por el título europeo, cuyo defensor era el equipo de Bélgica, vencedor del EuroBasket 2023. Los seis mejores equipos se clasificaron para uno de los torneos clasificatorios para la Copa Mundial de Baloncesto Femenino de 2026. Además, la selección ganadora, junto con Alemania, que está clasificada automáticamente como anfitriona, obtuvieron la plaza directa para la Copa Mundial de Baloncesto Femenino de 2026.
La selección de Bélgica consiguió alzarse de nuevo con el título, tras una reedición de la final de la anterior edición, donde venció a España por 65–67, tras remontar un déficit de 12 puntos en los minutos finales del partido. Se convirtió así en el segundo equipo, junto con la propia España, en ganar dos ediciones consecutivas desde la caída de la Unión Soviética. La medalla de bronce fue para Italia, tras derrotar a Francia por 69–54 en el partido por el tercer puesto.

## Candidaturas
Se conocen dos candidaturas para organizar el campeonato:
- Rumania – En marzo de 2023, Carmen Tocală, la presidenta de la Federación Rumana de Baloncesto, dijo que querían organizar la fase de grupos en un nuevo estadio con capacidad para 500 espectadores en Constanța. Esta sería su tercera vez como anfitriones, tras 1966 y 2015.[3][4]
- Italia – El 14 de julio de 2023, la Federación italiana de baloncesto anunció que presentarían una candidatura para la organización del evento. Esta sería su octava vez como anfitriones, tras 1938, 1968, 1974, 1981, 1985, 1993 y 2007.[5]

El 6 de septiembre de 2023, la FIBA anunció que República Checa (Brno), Alemania (Hamburgo), Grecia (El Pireo) e Italia (en una ciudad por determinar) serían los anfitriones del torneo, con cada país acogiendo la fase de grupos y Grecia la fase final, en Atenas. Bolonia fue elegida como la sede italiana en diciembre de 2023, el mismo día que se anunció la reubicación de la fase final de Atenas a El Pireo.

## Organización

### Sedes
| El Pireo · Grecia                     | Bolonia Hamburgo Brno El Pireo | Bolonia · Italia         |
| Estadio de la Paz y la Amistad        | Bolonia Hamburgo Brno El Pireo | PalaDozza                |
| Capacidad: 14 940                     | Bolonia Hamburgo Brno El Pireo | Capacidad: 5570          |
| Fase de grupos (Grupo A) y Fase Final | Bolonia Hamburgo Brno El Pireo | Fase de grupos (Grupo B) |
|                                       | Bolonia Hamburgo Brno El Pireo |                          |
| Brno · República Checa                | Bolonia Hamburgo Brno El Pireo | Hamburgo · Alemania      |
| Pabellón Deportivo Vodova             | Bolonia Hamburgo Brno El Pireo | Inselpark Arena          |
| Capacidad: 2900                       | Bolonia Hamburgo Brno El Pireo | Capacidad: 3400          |
| Fase de grupos (Grupo C)              | Bolonia Hamburgo Brno El Pireo | Fase de grupos (Grupo D) |
|                                       | Bolonia Hamburgo Brno El Pireo |                          |

### Árbitros
Los siguientes 32 árbitros fueron seleccionados para el torneo.
- Geert Jacobs
- Martin Horozov
- Josip Jurčević
- Jelena Tomić
- Ivor Matějek
- Amal Dahra
- Alexandre Deman
- Valentin Oliot
- Carsten Straube
- Georgios Poursanidis
- Péter Praksch
- Silvia Marziali
- Andris Aunkrogers
- Gatis Saliņš
- Gvidas Gedvilas
- Gintaras Mačiulis
- Nataša Dragojević
- Viola Györgyi
- Julio Anaya
- Paulina Gajdosz
- Michał Proc
- Dariusz Zapolski
- Paulo Marques
- Ivana Ivanović
- Veronika Obertová
- Zdenko Tomašovič
- Blaž Zupančič
- Yasmina Alcaraz
- Ariadna Chueca
- Sandra Sánchez
- Çisil Güngör
- Özlem Yalman

## Equipos participantes
| Equipo          | Método de clasificación                  | Fecha de clasificación  | Participaciones | Última | Mejor resultado          |
| --------------- | ---------------------------------------- | ----------------------- | --------------- | ------ | ------------------------ |
| República Checa | Países anfitriones                       | 8 de septiembre de 2023 | 15              | 2023   | (2005)                   |
| Alemania        | Países anfitriones                       | 8 de septiembre de 2023 | 16              | 2023   | (1997)                   |
| Grecia          | Países anfitriones                       | 8 de septiembre de 2023 | 10              | 2023   | 4º lugar (2017)          |
| Italia          | Países anfitriones                       | 8 de septiembre de 2023 | 34              | 2023   | (1938)                   |
| Suecia          | Ganadora del grupo D                     | 10 de noviembre de 2024 | 8               | 2021   | 6º lugar (2019)          |
| Turquía         | Ganadora del grupo F                     | 10 de noviembre de 2024 | 10              | 2023   | (2011)                   |
| España          | Ganadora del grupo A                     | 6 de febrero de 2025    | 22              | 2023   | (1993, 2013, 2017, 2019) |
| Francia         | Ganadora del grupo E                     | 6 de febrero de 2025    | 34              | 2023   | (2001, 2009)             |
| Serbia          | Ganadora del grupo G                     | 6 de febrero de 2025    | 10              | 2023   | (2015, 2021)             |
| Bélgica         | Ganadora del grupo C                     | 9 de febrero de 2025    | 14              | 2023   | (2023)                   |
| Gran Bretaña    | Top 4 de segundos clasificados (grupo D) | 9 de febrero de 2025    | 5               | 2023   | 4º lugar (2019)          |
| Lituania        | Top 4 de segundos clasificados (grupo C) | 9 de febrero de 2025    | 11              | 2015   | (1997)                   |
| Montenegro      | Ganadora del grupo H                     | 9 de febrero de 2025    | 7               | 2023   | 6º lugar (2011)          |
| Portugal        | Top 4 de segundos clasificados (grupo G) | 9 de febrero de 2025    | Debut           | Debut  | Debut                    |
| Eslovenia       | Ganadora del grupo B                     | 9 de febrero de 2025    | 4               | 2023   | 10º lugar (2019, 2021)   |
| Suiza           | Top 4 de segundos clasificados (grupo H) | 9 de febrero de 2025    | 4               | 1956   | 5º lugar (1938)          |

### Sorteo de grupos
Antes del sorteo de grupos, en mayo de 2024, se anunció en que ciudad se jugarían los partidos de cada grupo:
- Grupo A: El Pireo, Grecia
- Grupo B: Bolonia, Italia
- Grupo C: Brno, República Checa
- Grupo D: Hamburgo, Alemania

Los bombos para el sorteo se distribuyeron en base al ranking FIBA del 9 de febrero de 2025, y se anunciaron el 19 de febrero de 2025. 
| Bombo 1 | Bombo 1 |
| ------- | ------- |
| Francia | 3       |
| España  | 5       |
| Bélgica | 6       |
| Serbia  | 8       |

| Bombo 2         | Bombo 2 |
| --------------- | ------- |
| Alemania        | 13      |
| Italia          | 15      |
| Turquía         | 17      |
| República Checa | 18      |

| Bombo 3      | Bombo 3 |
| ------------ | ------- |
| Montenegro   | 19      |
| Gran Bretaña | 20      |
| Grecia       | 21      |
| Eslovenia    | 22      |

| Bombo 4  | Bombo 4 |
| -------- | ------- |
| Suecia   | 25      |
| Portugal | 40      |
| Lituania | 45      |
| Suiza    | 49      |

El sorteo de los grupos se llevó a cabo el 8 de marzo de 2025 en Atenas (Grecia). Además de los cuatro países anfitriones, clasificados automáticamente, los otros doce equipos participantes, se dividieron en cuatro bombos. Tras el sorteo, los cuatro grupos quedaron de la siguiente manera:
| Grupo A | Grupo B   | Grupo C         | Grupo D      |
| ------- | --------- | --------------- | ------------ |
| Francia | Serbia    | Bélgica         | España       |
| Turquía | Italia    | República Checa | Alemania     |
| Grecia  | Eslovenia | Montenegro      | Gran Bretaña |
| Suiza   | Lituania  | Portugal        | Suecia       |

## Fase de grupos
- Todos los partidos en la hora local de República Checa, Alemania e Italia (UTC+2) o de Grecia  (UTC+3).

### Grupo A
| Pos. | Equipo     | PJ | G | P | PF  | PC  | DP   | Pts | Clasificación    |
| ---- | ---------- | -- | - | - | --- | --- | ---- | --- | ---------------- |
| 1    | Francia    | 3  | 3 | 0 | 274 | 162 | +112 | 6   | Cuartos de final |
| 2    | Turquía    | 3  | 2 | 1 | 243 | 210 | +33  | 5   | Cuartos de final |
| 3    | Grecia (H) | 3  | 1 | 2 | 215 | 240 | −25  | 4   |                  |
| 4    | Suiza      | 3  | 0 | 3 | 169 | 289 | −120 | 3   |                  |

 Fuente: FIBA
Criterios de clasificación: 1) Puntos; 2) Enfrentamientos directos; 3) Diferencia global de puntos; 4) Puntos anotados.
Todos los horarios corresponden al huso horario local (EEST - UTC+3)
Jornada 1
| 18 de junio de 2025 | Turquía                                                                          | 69–71                                 | Francia                                                                            | El Pireo |  |
| 17:30               | Parciales: 23–22, 21–14, 10–12, 15–23                                            | Parciales: 23–22, 21–14, 10–12, 15–23 | Parciales: 23–22, 21–14, 10–12, 15–23                                              | |  |
|                     | Estadísticas Teaira McCowan 20 Teaira McCowan 15 Olcay Çakır 5 Teaira McCowan 20 | Reporte Pts Reb Asts Val              | Estadísticas 22 Janelle Salaün 10 Iliana Rupert 4 Tres jugadoras 23 Janelle Salaün | Pabellón: Estadio de la Paz y la Amistad Asistencia: 389 espectadores Árbitros: Ariadna Chueca Geert Jacobs Nataša Dragojević |  |

| 18 de junio de 2025 | Grecia                                                                                              | 87–65                                 | Suiza                                                                                  | El Pireo |  |
| 20:30               | Parciales: 19–19, 27–13, 18–12, 23–21                                                               | Parciales: 19–19, 27–13, 18–12, 23–21 | Parciales: 19–19, 27–13, 18–12, 23–21                                                  | |  |
|                     | Estadísticas Mariella Fasoula 21 R. Parks, M. Fasoula 6 I. Krimili, A. Spanou 6 Mariella Fasoula 21 | Reporte Pts Reb Asts Val              | Estadísticas 18 Evita Herminjard 8 Lin Schwarz 11 Evita Herminjard 22 Evita Herminjard | Pabellón: Estadio de la Paz y la Amistad Asistencia: 6895 espectadores Árbitros: Julio Anaya Paulina Karolina Gajdosz Péter Praksch |  |

Jornada 2
| 19 de junio de 2025 | Suiza                                                                               | 67–91                                 | Turquía                                                                          | El Pireo |  |
| 17:30               | Parciales: 13–27, 21–24, 19–17, 14–23                                               | Parciales: 13–27, 21–24, 19–17, 14–23 | Parciales: 13–27, 21–24, 19–17, 14–23                                            | |  |
|                     | Estadísticas Viktoria Ranisavljevic 14 Lin Schwarz 6 Nancy Fora 6 tres jugadoras 14 | Reporte Pts Reb Asts Val              | Estadísticas 19 Teaira McCowan 12 Teaira McCowan 8 Alperi Onar 30 Teaira McCowan | Pabellón: Estadio de la Paz y la Amistad Asistencia: 550 espectadores Árbitros: Julio Anaya Paulina Karolina Gajdosz Veronika Obertova |  |

| 19 de junio de 2025 | Francia                                                                                        | 92–56                                | Grecia                                                                              | El Pireo |  |
| 20:30               | Parciales: 21–17, 23–20, 20–10, 28–9                                                           | Parciales: 21–17, 23–20, 20–10, 28–9 | Parciales: 21–17, 23–20, 20–10, 28–9                                                | |  |
|                     | Estadísticas Janelle Salaün 17 J. Salaün, M. Djaldi-Tabdi 5 Romane Bernies 8 Janelle Salaün 21 | Reporte Pts Reb Asts Val             | Estadísticas 14 Artemis Spanou 7 Robyn Parks 4 Pinelopi Pavlopoulou 9 Eleni Bosgana | Pabellón: Estadio de la Paz y la Amistad Asistencia: 8860 espectadores Árbitros: Ariadna Chueca Péter Praksch Zdenko Tomasovic |  |

Jornada 3
| 21 de junio de 2025 | Francia                                                                                 | 111–37                             | Suiza                                                                      | El Pireo |  |
| 17:30               | Parciales: 25–9, 35–5, 22–15, 29–8                                                      | Parciales: 25–9, 35–5, 22–15, 29–8 | Parciales: 25–9, 35–5, 22–15, 29–8                                         | |  |
|                     | Estadísticas Janelle Salaün 23 V. Ayayi, I. Rupert 6 Romane Bernies 6 Janelle Salaün 26 | Reporte Pts Reb Asts Val           | Estadísticas 10 Evita Herminjard 9 Lin Schwarz 3 Lin Schwarz 9 Lin Schwarz | Pabellón: Estadio de la Paz y la Amistad Asistencia: 410 espectadores Árbitros: Geert Jacobs Zdenko Tomasović Veronika Obertová |  |

| 21 de junio de 2025 | Grecia                                                                                         | 72–83                                 | Turquía                                                                          | El Pireo |  |
| 20:30               | Parciales: 21–17, 14–26, 24–19, 13–21                                                          | Parciales: 21–17, 14–26, 24–19, 13–21 | Parciales: 21–17, 14–26, 24–19, 13–21                                            | |  |
|                     | Estadísticas Artemis Spanou 20 Artemis Spanou 5 Pinelopi Pavlopoulou 6 Pinelopi Pavlopoulou 22 | Reporte Pts Reb Asts Val              | Estadísticas 19 Tilbe Şenyürek 13 Teaira McCowan 8 Alperi Onar 18 Tilbe Şenyürek | Pabellón: Estadio de la Paz y la Amistad Asistencia: 10 503 espectadores Árbitros: Ariadna Chueca Julio Anaya Péter Praksch |  |

### Grupo B
| Pos. | Equipo     | PJ | G | P | PF  | PC  | DP  | Pts | Clasificación    |
| ---- | ---------- | -- | - | - | --- | --- | --- | --- | ---------------- |
| 1    | Italia (H) | 3  | 3 | 0 | 212 | 178 | +34 | 6   | Cuartos de final |
| 2    | Lituania   | 3  | 2 | 1 | 202 | 199 | +3  | 5   | Cuartos de final |
| 3    | Eslovenia  | 3  | 1 | 2 | 221 | 223 | −2  | 4   |                  |
| 4    | Serbia     | 3  | 0 | 3 | 193 | 228 | −35 | 3   |                  |

 Fuente: FIBA
Criterios de clasificación: 1) Puntos; 2) Enfrentamientos directos; 3) Diferencia global de puntos; 4) Puntos anotados.
Todos los horarios corresponden al huso horario local (CEST - UTC+2)
Jornada 1
| 18 de junio de 2025 | Eslovenia                                                                          | 71–77                                 | Lituania                                                                     | Bolonia                                                                                              |  |
| 17:30               | Parciales: 19–27, 15–15, 21–16, 16–19                                              | Parciales: 19–27, 15–15, 21–16, 16–19 | Parciales: 19–27, 15–15, 21–16, 16–19                                        | |  |
|                     | Estadísticas Jessica Shepard 25 Jessica Shepard 17 Teja Oblak 5 Jessica Shepard 35 | Reporte Pts Reb Asts Val              | Estadísticas 17 Justė Jocytė 9 Laura Juškaitė 6 Justė Jocytė 19 Justė Jocytė | Pabellón: PalaDozza Asistencia: 636 espectadores Árbitros: Martin Horozov Viola Györgyi Ivor Matejek |  |

| 18 de junio de 2025 | Serbia                                                                          | 61–70                                 | Italia                                                                                                  | Bolonia                                                                                               |  |
| 21:00               | Parciales: 18–19, 12–20, 13–17, 18–14                                           | Parciales: 18–19, 12–20, 13–17, 18–14 | Parciales: 18–19, 12–20, 13–17, 18–14                                                                   | |  |
|                     | Estadísticas Jovana Nogić 19 Angela Dugalić 7 Yvonne Anderson 6 Jovana Nogić 22 | Reporte Pts Reb Asts Val              | Estadísticas 20 Cecilia Zandalasini 11 Cecilia Zandalasini 5 Cecilia Zandalasini 29 Cecilia Zandalasini | Pabellón: PalaDozza Asistencia: 2601 espectadores Árbitros: Paulo Marques Yasmina Alcaraz Michał Proc |  |

Jornada 2
| 19 de junio de 2025 | Lituania                                                                         | 74–63                                 | Serbia                                                                                             | Bolonia                                                                                                   |  |
| 17:30               | Parciales: 16–14, 14–16, 24–19, 20–14                                            | Parciales: 16–14, 14–16, 24–19, 20–14 | Parciales: 16–14, 14–16, 24–19, 20–14                                                              | |  |
|                     | Estadísticas Laura Juškaitė 24 Laura Juškaitė 9 Justė Jocytė 8 Laura Juškaitė 22 | Reporte Pts Reb Asts Val              | Estadísticas 13 I. Anderson, J. Nogić 8 Angela Dugalić 5 Jovana Popović 13 M. Janković, J. Popović | Pabellón: PalaDozza Asistencia: 922 espectadores Árbitros: Martin Horozov Carsten Straube Yasmina Alcaraz |  |

| 19 de junio de 2025 | Italia                                                                                   | 77–66                                | Eslovenia                                                                            | Bolonia                                                                                            |  |
| 21:00               | Parciales: 22–17, 23–5, 16–26, 16–18                                                     | Parciales: 22–17, 23–5, 16–26, 16–18 | Parciales: 22–17, 23–5, 16–26, 16–18                                                 | |  |
|                     | Estadísticas J. Keys, F. Pasa 15 Lorela Cubaj 8 Costanza Verona 6 Cecilia Zandalasini 17 | Reporte Pts Reb Asts Val             | Estadísticas 20 Jessica Shepard 6 E. Lisec, J. Shepard 9 T. Oblak 19 Jessica Shepard | Pabellón: PalaDozza Asistencia: 2389 espectadores Árbitros: Michał Proc Paulo Marques Ivor Matejek |  |

Jornada 3
| 21 de junio de 2025 | Eslovenia                                                                    | 84–69                                 | Serbia                                                                            | Bolonia |  |
| 17:30               | Parciales: 30–23, 19–10, 20–18, 15–18                                        | Parciales: 30–23, 19–10, 20–18, 15–18 | Parciales: 30–23, 19–10, 20–18, 15–18                                             | |  |
|                     | Estadísticas Jessica Shepard 23 Eva Lisec 12 Eva Lisec 10 Jessica Shepard 36 | Reporte Pts Reb Asts Val              | Estadísticas 20 Angela Dugalić 4 tres jugadoras 5 Ivana Katanić 12 Angela Dugalić | Pabellón: PalaDozza Asistencia: 1543 espectadores Árbitros: Paulo Marques Carsten Straube Sandra Sánchez González |  |

| 21 de junio de 2025 | Italia                                                                                               | 65–51                               | Lituania                                                                                      | Bolonia                                                                                              |  |
| 21:00               | Parciales: 18–14, 16–9, 12–19, 19–9                                                                  | Parciales: 18–14, 16–9, 12–19, 19–9 | Parciales: 18–14, 16–9, 12–19, 19–9                                                           | |  |
|                     | Estadísticas Cecilia Zandalasini 22 Cecilia Zandalasini 9 Mariella Santucci 4 Cecilia Zandalasini 21 | Reporte Pts Reb Asts Val            | Estadísticas 15 Justė Jocytė 12 Laura Miškinienė 3 J. Jocytė, L. Juškaitė 19 Laura Miškinienė | Pabellón: PalaDozza Asistencia: 3893 espectadores Árbitros: Martin Horozov Viola Györgyi Michał Proc |  |

### Grupo C
| Pos. | Equipo              | PJ | G | P | PF  | PC  | DP  | Pts | Clasificación    |
| ---- | ------------------- | -- | - | - | --- | --- | --- | --- | ---------------- |
| 1    | Bélgica             | 3  | 3 | 0 | 240 | 165 | +75 | 6   | Cuartos de final |
| 2    | República Checa (H) | 3  | 2 | 1 | 222 | 168 | +54 | 5   | Cuartos de final |
| 3    | Portugal            | 3  | 1 | 2 | 167 | 203 | −36 | 4   |                  |
| 4    | Montenegro          | 3  | 0 | 3 | 146 | 239 | −93 | 3   |                  |

 Fuente: FIBA
Criterios de clasificación: 1) Puntos; 2) Enfrentamientos directos; 3) Diferencia global de puntos; 4) Puntos anotados.
Todos los horarios corresponden al huso horario local (CEST - UTC+2)
Jornada 1
| 19 de junio de 2025 | República Checa                                                                                    | 89–44                                 | Montenegro                                                                               | Brno |  |
| 17:30               | Parciales: 24–13, 21–10, 21–10, 23–11                                                              | Parciales: 24–13, 21–10, 21–10, 23–11 | Parciales: 24–13, 21–10, 21–10, 23–11                                                    | |  |
|                     | Estadísticas Julia Reisingerova 14 Emma Čechová 8 K. Zeithammerová, V. Voráčková 5 Emma Čechová 20 | Reporte Pts Reb Asts Val              | Estadísticas 8 Bojana Kovačević 5 Bojana Kovačević 3 Bojana Kovačević 7 Bojana Kovačević | Pabellón: Pabellón Deportivo Vodova Asistencia: 2267 espectadores Árbitros: Gatis Saliņš Silvia Marziali Gintaras Mačiulis |  |

| 19 de junio de 2025 | Bélgica                                                                             | 81–52                                 | Portugal                                                                                              | Brno |  |
| 20:15               | Parciales: 15–14, 25–11, 26–11, 15–16                                               | Parciales: 15–14, 25–11, 26–11, 15–16 | Parciales: 15–14, 25–11, 26–11, 15–16                                                                 | |  |
|                     | Estadísticas Emma Meesseman 19 Emma Meesseman 11 Emma Meesseman 6 Emma Meesseman 34 | Reporte Pts Reb Asts Val              | Estadísticas 13 Carolina Rodrigues 6 M. Bettencourt, S. da Silva 3 Maria Bettencourt 12 Sofia da Siva | Pabellón: Pabellón Deportivo Vodova Asistencia: 1192 espectadores Árbitros: Georgios Poursanidis Özlem Yalman Josip Jurčević |  |

Jornada 2
| 20 de junio de 2025 | Portugal                                                                                         | 52–73                                | República Checa                                                                                          | Brno |  |
| 17:30               | Parciales: 11–19, 8–21, 18–17, 15–16                                                             | Parciales: 11–19, 8–21, 18–17, 15–16 | Parciales: 11–19, 8–21, 18–17, 15–16                                                                     | |  |
|                     | Estadísticas Sofia da Silva 12 Joana Soeiro 6 Joana Soeiro, Maria Bettencourt 4 Carolina Cruz 12 | Reporte Pts Reb Asts Val             | Estadísticas 11 Julia Reisingerova 5 J. Pospíšilová, V. Voráčková 7 Veronika Voráčková 14 Eliška Hamzová | Pabellón: Pabellón Deportivo Vodova Asistencia: 2556 espectadores Árbitros: Georgios Poursanidis Valentin Oliot Gintaras Mačiulis |  |

| 20 de junio de 2025 | Montenegro                                                                                     | 53–87                               | Bélgica                                                                          | Brno |  |
| 20:15               | Parciales: 8–31, 24–17, 13–15, 8–24                                                            | Parciales: 8–31, 24–17, 13–15, 8–24 | Parciales: 8–31, 24–17, 13–15, 8–24                                              | |  |
|                     | Estadísticas Bojana Kovačević 16 cuatro jugadoras 4 tres jugadoras 3 B. Kovačević, J. Pašić 15 | Reporte Pts Reb Asts Val            | Estadísticas 25 Kyara Linskens 8 Kyara Linskens 7 Julie Vanloo 31 Kyara Linskens | Pabellón: Pabellón Deportivo Vodova Asistencia: 1286 espectadores Árbitros: Silvia Marziali Özlem Yalman Amal Dahra |  |

Jornada 3
| 22 de junio de 2025 | Bélgica                                                                            | 72–60                                | República Checa                                                                           | Brno |  |
| 17:30               | Parciales: 17–17, 24–20, 17–9, 14–14                                               | Parciales: 17–17, 24–20, 17–9, 14–14 | Parciales: 17–17, 24–20, 17–9, 14–14                                                      | |  |
|                     | Estadísticas Emma Meesseman 20 Julie Allemand 9 Julie Allemand 7 Emma Meesseman 28 | Reporte Pts Reb Asts Val             | Estadísticas 11 Veronika Voráčková 6 Eliška Hamzová 5 Julie Pospíšilová 17 Eliška Hamzová | Pabellón: Pabellón Deportivo Vodova Asistencia: 2708 espectadores Árbitros: Georgios Poursanidis Özlem Yalman Gatis Saliņš |  |

| 22 de junio de 2025 | Montenegro                                                                                    | 49–63                                 | Portugal                                                                                                  | Brno |  |
| 20:15               | Parciales: 11–14, 13–16, 12–18, 13–15                                                         | Parciales: 11–14, 13–16, 12–18, 13–15 | Parciales: 11–14, 13–16, 12–18, 13–15                                                                     | |  |
|                     | Estadísticas Milica Jovanović 13 Milica Jovanović 6 tres jugadoras 4 M. Bigović, M. Jovanović | Reporte Pts Reb Asts Val              | Estadísticas 15 Maria Bettencourt 10 Sofia da Silva 5 C. Rodrigues, M. da Costa 17 J. Filipe, M. da Costa | Pabellón: Pabellón Deportivo Vodova Asistencia: 1056 espectadores Árbitros: Josip Jurcevic Amal Dahra Valentin Oliot |  |

### Grupo D
| Pos. | Equipo       | PJ | G | P | PF  | PC  | DP  | Pts | Clasificación    |
| ---- | ------------ | -- | - | - | --- | --- | --- | --- | ---------------- |
| 1    | España       | 3  | 3 | 0 | 242 | 205 | +37 | 6   | Cuartos de final |
| 2    | Alemania (H) | 3  | 2 | 1 | 229 | 222 | +7  | 5   | Cuartos de final |
| 3    | Suecia       | 3  | 1 | 2 | 226 | 233 | −7  | 4   |                  |
| 4    | Gran Bretaña | 3  | 0 | 3 | 203 | 240 | −37 | 3   |                  |

 Fuente: FIBA
Criterios de clasificación: 1) Puntos; 2) Enfrentamientos directos; 3) Diferencia global de puntos; 4) Puntos anotados.
Todos los horarios corresponden al huso horario local (CEST - UTC+2)
Jornada 1
| 19 de junio de 2025 | Gran Bretaña                                                                  | 70–85                                 | España                                                                             | Hamburgo |  |
| 17:15               | Parciales: 13–18, 12–30, 24–20, 21–17                                         | Parciales: 13–18, 12–30, 24–20, 21–17 | Parciales: 13–18, 12–30, 24–20, 21–17                                              | |  |
|                     | Estadísticas Sam Ashby 17 Temi Fagbenle 8 Holly Winterburn 6 Temi Fagbenle 19 | Reporte Pts Reb Asts Val              | Estadísticas 14 Iyana Martín 5 Mariona Ortiz 7 Mariona Ortiz 18 M. Ortiz, H. Pueyo | Pabellón: Inselpark Arena Asistencia: 3087 espectadores Árbitros: Dariusz Zapolski Ivana Ivanović Blaž Zupančič |  |

| 19 de junio de 2025 | Alemania                                                                              | 89–76                                 | Suecia                                                                              | Hamburgo |  |
| 20:00               | Parciales: 27–16, 17–11, 14–22, 31–27                                                 | Parciales: 27–16, 17–11, 14–22, 31–27 | Parciales: 27–16, 17–11, 14–22, 31–27                                               | |  |
|                     | Estadísticas Luisa Geiselsöder 20 Frieda Bühner 10 Alexis Peterson 6 Frieda Bühner 23 | Reporte Pts Reb Asts Val              | Estadísticas 22 Frida Eldebrink 10 Fanny Wadling 5 Klara Lundquist 20 Fanny Wadling | Pabellón: Inselpark Arena Asistencia: 3414 espectadores Árbitros: Gvidas Gedvilas Andris Aunkrogers Çisil Güngör |  |

Jornada 2
| 20 de junio de 2025 | Suecia                                                                                  | 75–66                                | Gran Bretaña                                                                            | Hamburgo |  |
| 17:15               | Parciales: 15–22, 16–9, 26–16, 18–19                                                    | Parciales: 15–22, 16–9, 26–16, 18–19 | Parciales: 15–22, 16–9, 26–16, 18–19                                                    | |  |
|                     | Estadísticas Klara Lundquist 20 Klara Lundquist 11 Klara Lundquist 6 Klara Lundquist 25 | Reporte Pts Reb Asts Val             | Estadísticas 19 Holly Winterburn 9 Holly Winterburn 7 Holly Winterburn 22 Temi Fagbenle | Pabellón: Inselpark Arena Asistencia: 3164 espectadores Árbitros: Dariusz Zapolski Jelena Tomić Alexandre Deman |  |

| 20 de junio de 2025 | España                                                                          | 79–60                                 | Alemania                                                                                  | Hamburgo |  |
| 20:00               | Parciales: 19–16, 17–14, 18–13, 25–17                                           | Parciales: 19–16, 17–14, 18–13, 25–17 | Parciales: 19–16, 17–14, 18–13, 25–17                                                     | |  |
|                     | Estadísticas Raquel Carrera 20 María Araújo 7 Mariona Ortiz 8 Raquel Carrera 19 | Reporte Pts Reb Asts Val              | Estadísticas 16 Luisa Geiselsöder 9 Leonie Fiebich 8 Alexis Peterson 18 Luisa Geiselsöder | Pabellón: Inselpark Arena Asistencia: 3414 espectadores Árbitros: Andris Aunkrogers Gvidas Gedvilas Çisil Güngör |  |

Jornada 3
| 22 de junio de 2025 | Suecia                                                                                 | 75–78 (OT)                                         | España                                                                         | Hamburgo |  |
| 17:15               | Parciales: 16–16, 7–15, 19–19, 22–14 (T.E.: 11–14)                                     | Parciales: 16–16, 7–15, 19–19, 22–14 (T.E.: 11–14) | Parciales: 16–16, 7–15, 19–19, 22–14 (T.E.: 11–14)                             | |  |
|                     | Estadísticas Klara Lundquist 21 Klara Lundquist 9 Klara Lundquist 8 Klara Lundquist 20 | Reporte Pts Reb Asts Val                           | Estadísticas 20 Alba Torrens 6 Mariona Ortiz 3 E. Buenavida, A. Fam 17 Awa Fam | Pabellón: Inselpark Arena Asistencia: 3223 espectadores Árbitros: Dariusz Zapolski Alexandre Deman Çisil Güngör |  |

| 22 de junio de 2025 | Gran Bretaña                                                                                                | 67–80                                | Alemania                                                                          | Hamburgo |  |
| 20:00               | Parciales: 8–26, 24–22, 20–15, 15–17                                                                        | Parciales: 8–26, 24–22, 20–15, 15–17 | Parciales: 8–26, 24–22, 20–15, 15–17                                              | |  |
|                     | Estadísticas Holly Winterburn 18 C. Henderson, S. Wilkinson 9 H. Winterburn, C. Henderson 7 S. Wilkinson 25 | Reporte Pts Reb Asts Val             | Estadísticas 17 Frieda Bühner 7 Frieda Bühner 8 Alexis Peterson 21 Leonie Fiebich | Pabellón: Inselpark Arena Asistencia: 3414 espectadores Árbitros: Andris Aunkrogers Gvidas Gedvilas Blaž Zupančič |  |

## Fase eliminatoria
Todos los horarios corresponden al huso horario local de Grecia (EEST - UTC+3).
|  | Cuartos de final | Cuartos de final |         |         | Semifinales | Semifinales |         |              | Final        | Final       |  |
|  | 24-25 de junio   | 24-25 de junio   |         |         | 27 de junio | 27 de junio |         |              | 29 de junio  | 29 de junio |  |
|  |                  |                  |         |         |             |             |         |              |              |             |  |
|  |                  |                  |         |         |             |             |         |              |              |             |  |
|  | Francia          | 83               |         |         |             |             |         |              |              |             |  |
|  | Francia          | 83               |         |         |             |             |         |              |              |             |  |
|  | Lituania         | 61               |         |         |             |             |         |              |              |             |  |
|  | Lituania         | 61               |         | Francia | 64          |             |         |              |              |             |  |
|  |                  |                  |         | Francia | 64          |             |         |              |              |             |  |
|  |                  |                  | España  | 65      |             |             |         |              |              |             |  |
|  | España           | 88               | España  | 65      |             |             |         |              |              |             |  |
|  | España           | 88               |         |         |             |             |         |              |              |             |  |
|  | República Checa  | 81               |         |         |             |             |         |              |              |             |  |
|  | República Checa  | 81               |         |         |             |             |         | España       | 65           |             |  |
|  |                  |                  |         |         |             |             |         | España       | 65           |             |  |
|  |                  |                  | Bélgica | 67      |             |             |         |              |              |             |  |
|  | Italia TE        | 76               | Bélgica | 67      |             |             |         |              |              |             |  |
|  | Italia TE        | 76               |         |         |             |             |         |              |              |             |  |
|  | Turquía          | 74               |         |         |             |             |         |              |              |             |  |
|  | Turquía          | 74               |         | Italia  | 64          |             |         | Tercer lugar | Tercer lugar |             |  |
|  |                  |                  |         | Italia  | 64          |             |         | Tercer lugar | Tercer lugar |             |  |
|  |                  |                  | Bélgica | 66      |             |             |         |              |              |             |  |
|  | Bélgica          | 83               | Bélgica | 66      |             |             | Francia | 54           |              |             |  |
|  | Bélgica          | 83               |         |         |             |             | Francia | 54           |              |             |  |
|  | Alemania         | 59               |         |         |             |             |         |              | Italia       | 69          |  |
|  | Alemania         | 59               |         |         |             |             |         |              | Italia       | 69          |  |
|  |                  |                  |         |         |             |             |         |              |              |             |  |

#### Cuartos de final
| 24 de junio de 2025 | Francia                                                                           | 83–61                                 | Lituania                                                                                           | El Pireo |  |
| 17:30               | Parciales: 35–14, 21–17, 15–14, 12–16                                             | Parciales: 35–14, 21–17, 15–14, 12–16 | Parciales: 35–14, 21–17, 15–14, 12–16                                                              | |  |
|                     | Estadísticas Iliana Rupert 15 Marième Badiane 7 Romane Bernies 7 Iliana Rupert 20 | Reporte Pts Reb Asts Val              | Estadísticas 16 Laura Juškaitė 8 Laura Juškaitė 3 Dalia Donskichytė 14 L. Juškaitė, E. Šventoraitė | Pabellón: Estadio de la Paz y la Amistad Asistencia: 755 espectadores Árbitros: Georgios Poursanidis Paulina Karolina Gajdosz Paulo Marques |  |

| 24 de junio de 2025 | Italia                                                                        | 76–74 (OT)                                        | Turquía                                                                       | El Pireo |  |
| 20:30               | Parciales: 20–17, 11–18, 19–15, 18–18 (T.E.: 8–6)                             | Parciales: 20–17, 11–18, 19–15, 18–18 (T.E.: 8–6) | Parciales: 20–17, 11–18, 19–15, 18–18 (T.E.: 8–6)                             | |  |
|                     | Estadísticas Lorela Cubaj 16 Lorela Cubaj 7 Costanza Verona 7 Lorela Cubaj 22 | Reporte Pts Reb Asts Val                          | Estadísticas 20 Sevgi Uzun 11 Tilbe Şenyürek 5 S. Uzun, A. Onar 20 Sevgi Uzun | Pabellón: Estadio de la Paz y la Amistad Asistencia: 1020 espectadores Árbitros: Ariadna Chueca Gvidas Gedvilas Gatis Saliņš |  |

| 25 de junio de 2025 | España                                                                                     | 88–81                                 | República Checa                                                                        | El Pireo |  |
| 17:30               | Parciales: 12–18, 21–26, 28–22, 27–15                                                      | Parciales: 12–18, 21–26, 28–22, 27–15 | Parciales: 12–18, 21–26, 28–22, 27–15                                                  | |  |
|                     | Estadísticas Raquel Carrera 31 A. Torrens, R. Carrera 8 M. Ortiz, A. Ayuso 5 R. Carrera 37 | Reporte Pts Reb Asts Val              | Estadísticas 23 Petra Holešínská 8 Emma Čechová 6 Petra Holešínská 23 Petra Holešínská | Pabellón: Estadio de la Paz y la Amistad Asistencia: 733 espectadores Árbitros: Martin Horozov Silvia Marziali Péter Praksch |  |

| 25 de junio de 2025 | Bélgica                                                                           | 83–59                                | Alemania                                                                                             | El Pireo |  |
| 20:30               | Parciales: 21–21, 20–15, 24–17, 18–6                                              | Parciales: 21–21, 20–15, 24–17, 18–6 | Parciales: 21–21, 20–15, 24–17, 18–6                                                                 | |  |
|                     | Estadísticas Emma Meesseman 30 Kyara Linskens 10 Julie Vanloo 8 Emma Meesseman 38 | Reporte Pts Reb Asts Val             | Estadísticas 13 L. Geiselsöder, F. Bühner 6 Luisa Geiselsöder 6 Alexis Peterson 14 Luisa Geiselsöder | Pabellón: Estadio de la Paz y la Amistad Asistencia: 1230 espectadores Árbitros: Andris Aunkrogers Julio Anaya Viola Györgyi |  |

#### Semifinales
| 27 de junio de 2025 | Francia                                                                              | 64–65                                | España                                                      | El Pireo |  |
| 17:30               | Parciales: 18–18, 20–13, 8–18, 18–16                                                 | Parciales: 18–18, 20–13, 8–18, 18–16 | Parciales: 18–18, 20–13, 8–18, 18–16                        | |  |
|                     | Estadísticas Valériane Ayayi 19 Janelle Salaün 5 Romane Bernies 7 Valériane Ayayi 18 | Reporte Pts Reb Asts Val             | Estadísticas 21 Awa Fam 9 Awa Fam 7 Alba Torrens 31 Awa Fam | Pabellón: Estadio de la Paz y la Amistad Asistencia: 2495 espectadores Árbitros: Gatis Saliņš Julio Anaya Martin Horozov |  |

| 27 de junio de 2025 | Italia                                                                                     | 64–66                                | Bélgica                                                                                    | El Pireo |  |
| 20:30               | Parciales: 20–17, 13–23, 10–17, 21–9                                                       | Parciales: 20–17, 13–23, 10–17, 21–9 | Parciales: 20–17, 13–23, 10–17, 21–9                                                       | |  |
|                     | Estadísticas Lorela Cubaj 13 Lorela Cubaj 10 C. Zandalasini, M. Santucci 4 Lorela Cubaj 21 | Reporte Pts Reb Asts Val             | Estadísticas 15 E. Meesseman, J- Vanloo 12 Emma Meesseman 8 Julie Vanloo 21 Emma Meesseman | Pabellón: Estadio de la Paz y la Amistad Asistencia: 4121 espectadores Árbitros: Georgios Poursanidis Péter Práksch Çisil Güngör |  |

#### Tercer lugar
| 29 de junio de 2025 | Francia                                                                               | 54–69                               | Italia                                                                                           | El Pireo |  |
| 17:30               | Parciales: 22–23, 14–19, 9–11, 9–16                                                   | Parciales: 22–23, 14–19, 9–11, 9–16 | Parciales: 22–23, 14–19, 9–11, 9–16                                                              | |  |
|                     | Estadísticas Migna Touré 13 V. Ayayi, M. Badiane 5 Romane Bernies 3 Valèriane Ayayi 9 | Reporte Pts Reb Asts Val            | Estadísticas 20 Cecilia Zandalasini 6 Olbis Andrè 5 Costanza Verona 20 C. Verona, C. Zandalasini | Pabellón: Estadio de la Paz y la Amistad Asistencia: 3123 espectadores Árbitros: Ariadna Chueca Julio Anaya Gvidas Gedvilas |  |

#### Final
| 29 de junio de 2025 | España                                                                           | 65–67                                 | Bélgica                                                                             | El Pireo |  |
| 20:30               | Parciales: 19–18, 18–13, 15–18, 13–18                                            | Parciales: 19–18, 18–13, 15–18, 13–18 | Parciales: 19–18, 18–13, 15–18, 13–18                                               | |  |
|                     | Estadísticas tres jugadoras 11 Alba Torrens 5 M. Ortiz, A. Fam 4 Helena Pueyo 12 | Reporte Pts Reb Asts Val              | Estadísticas 19 Julie Allemand 11 Emma Meesseman 7 Emma Meesseman 24 Emma Meesseman | Pabellón: Estadio de la Paz y la Amistad Asistencia: 7827 espectadores Árbitros: Gatis Saliņš Paulina Karolina Gajdosz Péter Práksch |  |

|                            |
| Bandera de Bélgica         |
| Campeón Bélgica 2.º título |

### Partidos de clasificación
|  | Semifinales 5.º-8.º | Semifinales 5.º-8.º |          |                 | Partido 5.º puesto | Partido 5.º puesto |  |
|  | 27 de junio         | 27 de junio         |          |                 | 29 de junio        | 29 de junio        |  |
|  |                     |                     |          |                 |                    |                    |  |
|  |                     |                     |          |                 |                    |                    |  |
|  | Lituania            | 76                  |          |                 |                    |                    |  |
|  | Lituania            | 76                  |          |                 |                    |                    |  |
|  | República Checa     | 81                  |          |                 |                    |                    |  |
|  | República Checa     | 81                  |          | República Checa | 70                 |                    |  |
|  |                     |                     |          | República Checa | 70                 |                    |  |
|  |                     |                     | Alemania | 81              |                    |                    |  |
|  | Turquía             | 73                  | Alemania | 81              |                    |                    |  |
|  | Turquía             | 73                  |          |                 |                    |                    |  |
|  | Alemania            | 93                  |          |                 | Partido 7.º puesto | Partido 7.º puesto |  |
|  | Alemania            | 93                  |          |                 | Partido 7.º puesto | Partido 7.º puesto |  |
|  |                     |                     |          |                 |                    |                    |  |
|  |                     |                     |          |                 | Lituania           | 87                 |  |
|  |                     |                     |          |                 | Lituania           | 87                 |  |
|  |                     |                     |          |                 | Turquía            | 99                 |  |
|  |                     |                     |          |                 | Turquía            | 99                 |  |
|  |                     |                     |          |                 |                    |                    |  |

#### Semifinales del 5.º-8.º puesto
| 27 de junio de 2025 | Lituania                                                                                           | 76–81                                 | República Checa                                                                           | El Pireo |  |
| 11:45               | Parciales: 17–19, 17–23, 26–21, 16–18                                                              | Parciales: 17–19, 17–23, 26–21, 16–18 | Parciales: 17–19, 17–23, 26–21, 16–18                                                     | |  |
|                     | Estadísticas Eglė Šventoraitė 21 Laura Juškaitė 14 Laura Juškaitė 6 L. Juškaitė, E. Šventoraitė 24 | Reporte Pts Reb Asts Val              | Estadísticas 15 Julie Pospíšilová 9 Emma Čechová 5 Julie Pospíšilová 22 Julie Pospíšilová | Pabellón: Estadio de la Paz y la Amistad Asistencia: 246 espectadores Árbitros: Ariadna Chueca Paulo Marques Josip Jurcević |  |

| 27 de junio de 2025 | Turquía                                                                                   | 73–93                                 | Alemania                                                                        | El Pireo |  |
| 14:30               | Parciales: 15–23, 13–27, 24–23, 21–20                                                     | Parciales: 15–23, 13–27, 24–23, 21–20 | Parciales: 15–23, 13–27, 24–23, 21–20                                           | |  |
|                     | Estadísticas Tilbe Şenyürek 15 Tilbe Şenyürek 10 S. Uzun, T. Şenyürek 4 Tilbe Şenyürek 25 | Reporte Pts Reb Asts Val              | Estadísticas 19 Frieda Bühner 8 Leonie Fiebich 7 Frieda Bühner 24 Frieda Bühner | Pabellón: Estadio de la Paz y la Amistad Árbitros: Andris Aunkrogers Paulina Karolina Gajdosz Dariusz Zapolski |  |

#### Partido por el 7.º puesto
| 29 de junio de 2025 | Lituania                                                                                   | 87–99                                 | Turquía                                                                                  | El Pireo |  |
| 11:45               | Parciales: 21–26, 25–26, 28–21, 13–26                                                      | Parciales: 21–26, 25–26, 28–21, 13–26 | Parciales: 21–26, 25–26, 28–21, 13–26                                                    | |  |
|                     | Estadísticas Laura Juškaitė 26 Laura Juškaitė 8 Justė Jocytė 8 J. Jocytė, L. Miškinienė 22 | Reporte Pts Reb Asts Val              | Estadísticas 22 S. Uzun, T. McCowan 9 Teaira McCowan 7 Sevgi Uzun 29 S. Uzun, T. McCowan | Pabellón: Estadio de la Paz y la Amistad Asistencia: 238 espectadores Árbitros: Martin Horozov Paulo Marques Dariusz Zapolski |  |

#### Partido por el 5.º puesto
| 29 de junio de 2025 | República Checa | 70–81                                 | Alemania                                                                              | El Pireo |  |
| 14:30               | Parciales: 15–13, 17–24, 23–23, 15–21                                                                                     | Parciales: 15–13, 17–24, 23–23, 15–21 | Parciales: 15–13, 17–24, 23–23, 15–21                                                 | |  |
|                     | Estadísticas V. Voráčková, J. Reisingerova 14 E. Hamzová, J. Reisingerova 6 V. Voráčková, P. Holešínská 4 V. Voráčková 18 | Reporte Pts Reb Asts Val              | Estadísticas 20 Leonie Fiebich 10 Emily Bessoir 8 Luisa Geiselsöder 23 Leonie Fiebich | Pabellón: Estadio de la Paz y la Amistad Asistencia: 230 espectadores Árbitros: Viola Györgi Çisil Güngör Amal Dahra |  |

## Medallero
| España | Bélgica | Italia |
| Elena Buenavida Irati Etxarri Mariona Ortiz Aina Ayuso Alba Torrens María Araújo Helena Pueyo Awa Fam Andrea Vilaró Raquel Carrera Paula Ginzo Iyana Martín | Elise Ramette Nastja Claessens Antonia Delaere Emma Meesseman Kyara Linskens Bethy Mununga Becky Massey Marie Vervaet Maxuella Lisowa-Mbaka Julie Vanloo Julie Allemand Ine Joris | Jasmine Keys Francesca Pasa Costanza Verona Cecilia Zandalasini Francesca Pan Lorela Cubaj Sara Madera Mariella Santucci Martina Fassina Olbis Andrè Laura Spreafico Stefania Trimboli |
| Miguel Méndez (seleccionador) | Mike Thibault (seleccionador) | Andrea Capobianco (seleccionador) |

## Estadísticas

### Clasificación general
| Pos.                           | Equipo          | Record | Clasificación                                              |
| ------------------------------ | --------------- | ------ | ---------------------------------------------------------- |
| Medalla de oro                 | Bélgica         | 6–0    | Copa Mundial de Baloncesto Femenino de 2026                |
| Medalla de plata               | España          | 5–1    | Torneos Clasificatorios Mundial Femenino 2026              |
| Medalla de bronce              | Italia          | 5–1    | Torneos Clasificatorios Mundial Femenino 2026              |
| 4                              | Francia         | 4–2    | Torneos Clasificatorios Mundial Femenino 2026              |
| Eliminados en cuartos de final |                 |        |                                                            |
| 5                              | Alemania        | 4–2    | Copa Mundial de Baloncesto Femenino de 2026 como anfitrión |
| 6                              | República Checa | 3–3    | Torneos Clasificatorios Mundial Femenino 2026              |
| 7                              | Turquía         | 3–3    | Torneos Clasificatorios Mundial Femenino 2026              |
| 8                              | Lituania        | 2–4    |                                                            |
| Eliminados en fase de grupos   |                 |        |                                                            |
| 9                              | Eslovenia       | 1–2    |                                                            |
| 10                             | Suecia          | 1–2    |                                                            |
| 11                             | Grecia          | 1–2    |                                                            |
| 12                             | Portugal        | 1–2    |                                                            |
| 13                             | Serbia          | 0–3    |                                                            |
| 14                             | Gran Bretaña    | 0–3    |                                                            |
| 15                             | Montenegro      | 0–3    |                                                            |
| 16                             | Suiza           | 0–3    |                                                            |

### Líderes

#### Jugadoras
| Jugadora            | PPP  |
| ------------------- | ---- |
| Jessica Shepard     | 22,7 |
| Klara Lundquist     | 19,3 |
| Emma Meesseman      | 19,2 |
| Teaira McCowan      | 16,8 |
| Cecilia Zandalasini | 16,8 |

| Jugadora        | RPP  |
| --------------- | ---- |
| Jessica Shepard | 11,3 |
| Teaira McCowan  | 9,8  |
| Klara Lundquist | 9,7  |
| Emma Meesseman  | 9,2  |
| Laura Juškaitė  | 8,7  |

| Jugadora             | APP |
| -------------------- | --- |
| Klara Lundquist      | 7,3 |
| Holly Winterburn     | 6,7 |
| Eva Lisec            | 6,3 |
| Romane Bernies       | 5,8 |
| Teja Oblak           | 5,7 |
| Pinelopi Pavlopoulou | 5,7 |

| Jugadora          | TPP |
| ----------------- | --- |
| Giedrė Labuckienė | 1,8 |
| Emma Meesseman    | 1,8 |
| Eva Lisec         | 1,7 |
| Lin Schwarz       | 1,3 |
| Temi Fagbenle     | 1,3 |
| Maja Bigovic      | 1,3 |
| Fanny Wadling     | 1,3 |
| Luisa Geiselsöder | 1,3 |

| Jugadora            | SPP |
| ------------------- | --- |
| Marcia da Costa     | 3,7 |
| Temi Fagbenle       | 2,7 |
| Eleanna Christinaki | 2,3 |
| Jovana Nogić        | 2,3 |
| Emma Meesseman      | 2,3 |

| Jugadora            | EPP  |
| ------------------- | ---- |
| Jessica Shepard     | 30,3 |
| Emma Meesseman      | 27,7 |
| Klara Lundquist     | 22,7 |
| Teaira McCowan      | 21,0 |
| Cecilia Zandalasini | 19,2 |

#### Equipos
| Equipo   | PPP  |
| -------- | ---- |
| Turquía  | 81,5 |
| Francia  | 79,2 |
| Alemania | 77,0 |
| España   | 76,7 |
| Bélgica  | 76,0 |

| Equipo          | RPP  |
| --------------- | ---- |
| Bélgica         | 41,7 |
| República Checa | 40,2 |
| Turquía         | 40,0 |
| Lituania        | 40,0 |
| Portugal        | 37,7 |

| Equipo          | APP  |
| --------------- | ---- |
| Bélgica         | 22,3 |
| Eslovenia       | 22,3 |
| Francia         | 21,8 |
| Alemania        | 21,5 |
| República Checa | 21,5 |

| Equipo          | TPP |
| --------------- | --- |
| España          | 4,7 |
| Lituania        | 3,5 |
| Alemania        | 3,3 |
| Italia          | 2,8 |
| Bélgica         | 2,8 |
| República Checa | 2,8 |

| Equipo   | SPP  |
| -------- | ---- |
| Grecia   | 10,0 |
| Serbia   | 10,0 |
| Italia   | 9,7  |
| Portugal | 9,7  |
| Francia  | 9,2  |

| Equipo   | EPP  |
| -------- | ---- |
| Bélgica  | 95,3 |
| Francia  | 92,5 |
| Turquía  | 92,3 |
| España   | 91,7 |
| Alemania | 88,8 |

## Premios y reconocimientos
| Quinteto ideal                                                                |
| ----------------------------------------------------------------------------- |
| Julie Allemand Alba Torrens Cecilia Zandalasini Raquel Carrera Emma Meesseman |
| Segundo quinteto                                                              |
| Julie Vanloo Sevgi Uzun Valériane Ayayi Luisa Geiselsöder Kyara Linskens      |
| MVP: Emma Meesseman                                                           |
| Mejor defensora: Mariona Ortiz                                                |
| Rising star: Justė Jocytė                                                     |
| Mejor entrenador: Andrea Capobianco                                           |